# Erwin Weiß (Maler)
Erwin Weiß (* 10. November 1899 in Klotzsche; † 6. Januar 1979 in Erfurt) war ein deutscher Maler und Grafiker.

## Leben
Weiß wurde als viertes Kind von elf Geschwistern geboren. Sein Vater war Mitglied der KPD und arbeitete als Redakteur bei einer Zeitung der USPD. Die Mutter war im Vorstand der Konsumgenossenschaft. Weiß studierte von 1919 bis 1922 an der Dresdener Kunstakademie. 1923 bis 1928 arbeitete er als Dekorationsmaler und Möbeltischler. 1928 zog er nach Leipzig, wo er freischaffend künstlerisch tätig wurde. 1929 bis 1933 war Weiß Mitglied der Ortsgruppe Leipzig der Assoziation revolutionärer bildender Künstler (ASSO). Ab 1935 entwickelte er sich vor allem zum Holzschneider.
In der Zeit des Nationalsozialismus war Weiß obligatorisch Mitglied der Reichskammer der bildenden Künste und er konnte sich zumindest bis 1936 an Ausstellungen beteiligt.
Das Leipziger Adressbuch verzeichnet ihn noch 1939 als Kunstmaler in der Kochstraße 110. 1939 ging er nach Berlin.
Er nahm als Soldat der Wehrmacht am Zweiten Weltkrieg teil. Nach er Entlassung aus der Kriegsgefangenschaft hatte er von 1946 bis 1952 eine Lehrtätigkeit und Dozentur an der Hochschule für Bildende und Angewandte Künste Berlin. Ab 1952 war er wieder freischaffend tätig und Leiter von „Zirkeln des bildnerischen Volksschaffens“ in Industriebetrieben und bei der NVA. Weiß war Mitglied des Verbands Bildender Künstler der DDR. 1962 zog er nach Erfurt.

## Werke (Auswahl)
- Straße in Berlin (Holzschnitt; um 1949)[4]
- Bildnis des Schriftstellers Ludwig Renn (Farbholzschnitt; 1952/1953)[5]
- Fischereihafen Saßnitz (Farbholzschnitt; 1957; Stralsund Museums)[6]
- Bildnis einer Putzfrau (Holzschnitt, ca. 1958)[7]
- Industrieschmied H. (Farbholzschnitt, 1959)[8]
- Gärtnerei Dr. Förster (Farbholzschnitt; ca. 1962)[9]
- Kaukasische Pfingstrosen (Farbholzschnitt; 1965)[10]

## Ausstellungen (mutmaßlich unvollständig)

### Personalausstellungen
- 1990 Mühlhausen, Museumsgalerie Allerheiligenkirche (Holzschnitte)

### Ausstellungsbeteiligungen

#### In der Zeit des Nationalsozialismus
- 1934: Dresden, Brühlsche Terrasse („Sächsische Kunstausstellung“)
- 1935 und 1936: Leipzig, Museum der Bildenden Künste („Deutsche Graphikschau“)
- 1936: Leipzig, Museum der bildenden Künste („6. Große Leipziger Kunstausstellung“)

#### In der Sowjetischen Besatzungszone und in der DDR
- 1949, 1958/1959, 1962/1963 und 1967/1968: Dresden, 2., Vierte, Fünfte und VI. Deutsche Kunstausstellung
- 1954 und 1957: Berlin, Bezirkskunstausstellungen
- 1955: Berlin, Pergamon-Museum („Zeitgenössische deutsche Grafik“)
- 1956: Halle, Galerie Moritzburg („Deutsche Landschaft“)
- 1963: Erfurt, Angermuseum („Grafik als Raumschmuck“)
- 1965: Leipzig, Museum der Bildenden Künste („500 Jahre Kunst in Leipzig“)
- 1971: Berlin, Altes Museum („Das Antlitz der Arbeiterklasse in der bildenden Kunst der DDR“)
- 1975 und 1979 Erfurt, Bezirkskunstausstellungen
- 1979: Leipzig, Museum der bildenden Künste („50 Jahre Asso in Leipzig“)